# HD 3924
HD 3924，又名BD+57 132，SAO 21642、HR 181，是一颗恒星，视星等为6.17，位于銀經121.77，銀緯-4.1，其B1900.0坐标为赤經0h 36m 45.8s，赤緯+58° -4.1′ 19″。